# Kvartston

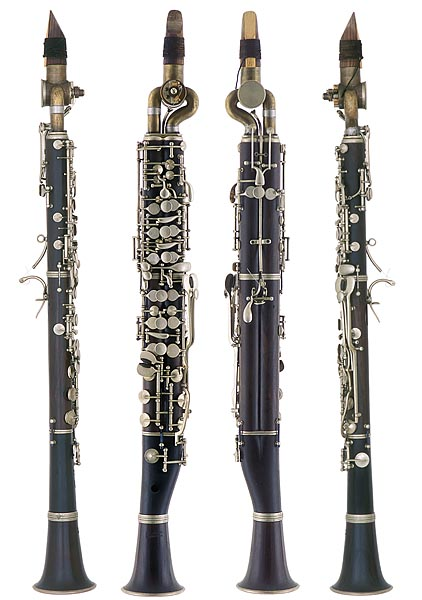
En dubbelklarinett med kvartstonsklaffar, byggd av Fritz Schüller, Markneukirchen i Tyskland.

En kvartston är ett fjärdedels heltonssteg. Kvartstonen är inte vanlig i den västerländska musiktraditionen, men är det vanligaste mikrotonala tonsprånget. Jazzens så kallade blå toner anses ofta vara kvartstoner, och likaså finns det kvartstoner i äldre svensk folkmusik. Kvartstonsintervall är vanligt i arabisk musik.